# Malkerns
Koordinaten: 26° 32′ S, 31° 11′ O

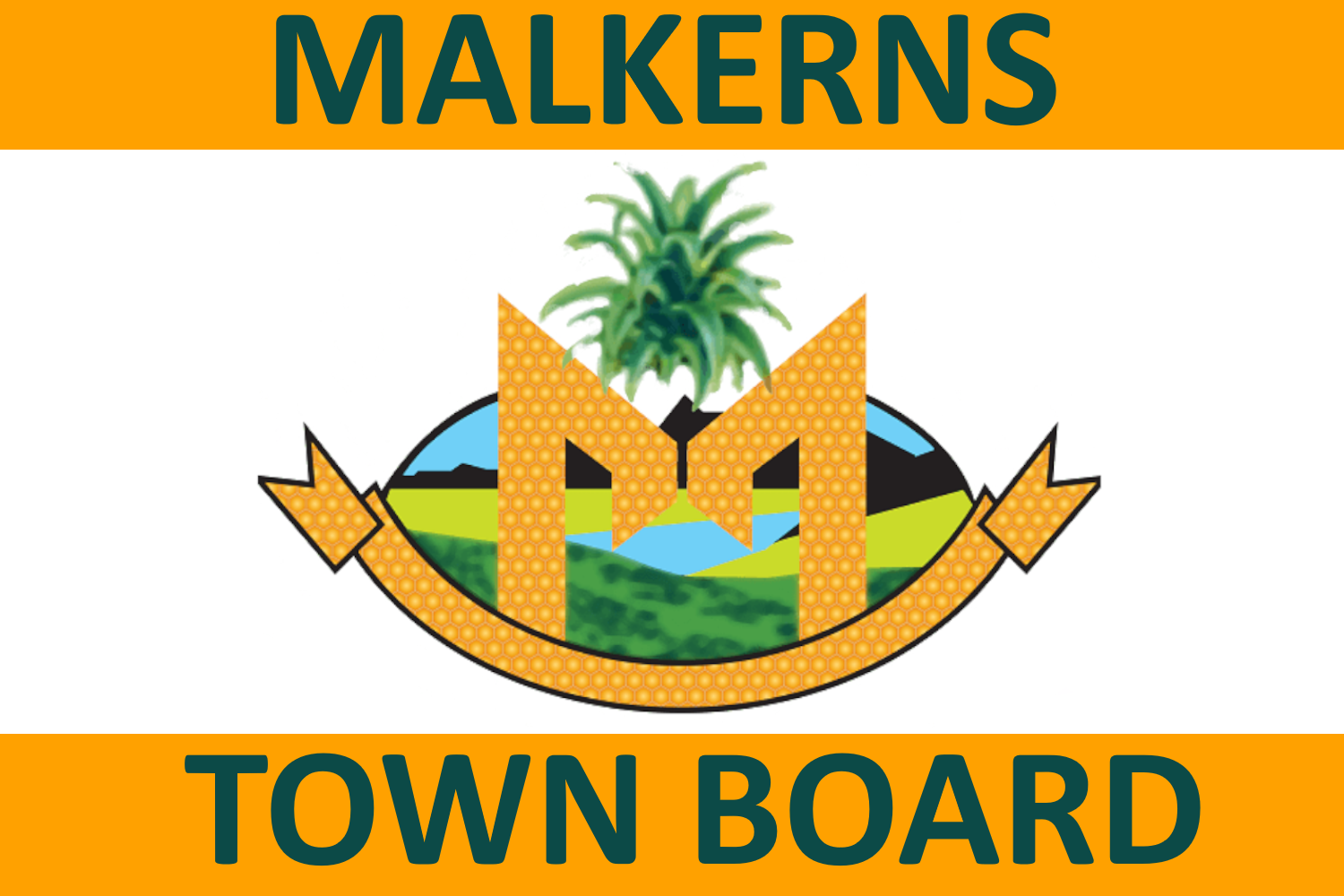
Offizielle Flagge der Stadt

Malkerns ist ein Ort in Eswatini. Er liegt in der Region Manzini und hat rund 9724 Einwohner. Malkerns ist eine Streusiedlung. Der Ort liegt 776 Meter über dem Meeresspiegel im Middleveld westlich von Manzini. Westlich steigt die Landschaft zum Highveld an. Südlich des Ortes fließt der Lusutfu. Die Umgebung des Ortes wird Malkerns Valley genannt. 
Im Malkerns Valley werden vor allem Zuckerrohr und Ananas angebaut. Der Markt Mahlanya Market ist von regionaler Bedeutung. In der Swazi Candles Factory werden Kerzen auch für den Export hergestellt. Malkerns liegt an der Fernstraße MR18, die Bhunya mit Kwaluseni bei Manzini verbindet. Von der MR18 zweigt die nach Norden Richtung Mbabane führende MR27 im Ort ab. 
2008 unterstützte die Europäische Union den Wiederaufbau der Trinkwasserversorgung Malkerns’ mit fünf Millionen Euro.